# Fonte Grande
Fonte Grande is een frazione, een deel van de gemeente Ortona in Italië. Het ligt aan de Adriatische Zee.